# 第四代德文郡公爵威廉·卡文迪許
第四代德文郡公爵威廉·卡文迪許，KG，PC（英語：William Cavendish, 4th Duke of Devonshire，1720年5月8日—1764年10月2日），英国首相（1756-1757）。
他在1741年和1747年当选德比郡议员。

## 家庭
他和第三代柏林頓伯爵理察·波以爾的女儿夏洛特·博伊尔（Charlotte Boyle，1731年—1754年）结婚，育有三子一女：
- 第五代德文郡公爵威廉·卡文迪許（1748-1811）
- 桃樂絲·卡文迪許（英语：Dorothy Bentinck, Duchess of Portland）（1750-1794），嫁給第三代波特蘭公爵威廉·卡文迪許-本廷克（1783、1807-1809任首相）
- 理查·卡文迪许勳爵（1752-1781）
- 乔治·奥古斯都·亨利·卡文迪许，受封外祖父原有的爵位伯林顿伯爵。